# Eredivisie Cup
L'Eredivisie Cup è una competizione di calcio femminile organizzata dalla Federazione calcistica dei Paesi Bassi (KNVB), riservata a squadre di club che si tiene con cadenza annuale tra la detentrice in carica del titolo e le tre meglio piazzate in Eredivisie.
Al 2024 la squadra di maggior successo nel torneo è il Twente, con quattro trofei conquistati.

## Statistiche

### Vincitrici e finaliste
| Squadra | Numero di vittorie | Edizioni vinte                             | Finali perse         |
| ------- | ------------------ | ------------------------------------------ | -------------------- |
| Twente  | 4                  | 2019-2020, 2021-2022, 2022-2023, 2023-2024 | 2020-2021            |
| Ajax    | 1                  | 2020-2021                                  | 2021-2022, 2022-2023 |
| PSV     | 1                  | 2024-2025                                  | 2019-2020, 2023-2024 |